# ダブステップ
ダブステップ（英語: dubstep）は、1990年代後半に南ロンドンで生まれたエレクトロニック・ダンス・ミュージックのジャンルの1つ。一般的に、密度が低く、三連符やシンコペーションを用いたリズムパターンと、サブベースの周波数帯が張り出していることに特徴づけられる。本スタイルは2ステップ、ダブ、およびジャングル、ブロークンビーツ、グライムといった関連スタイルの系統を利用し、UKガラージの派生物として出現した。イギリスにおいて、本ジャンルの起源は1980年代初頭のサウンド・システム・パーティー・シーンの発展にまでさかのぼることができる。トラップ、ベースハウスなどとともにベースミュージックの代表的なジャンルである。

## 歴史

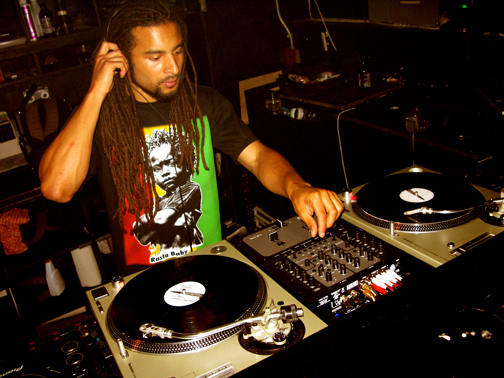
デジタル・ミスティックズ

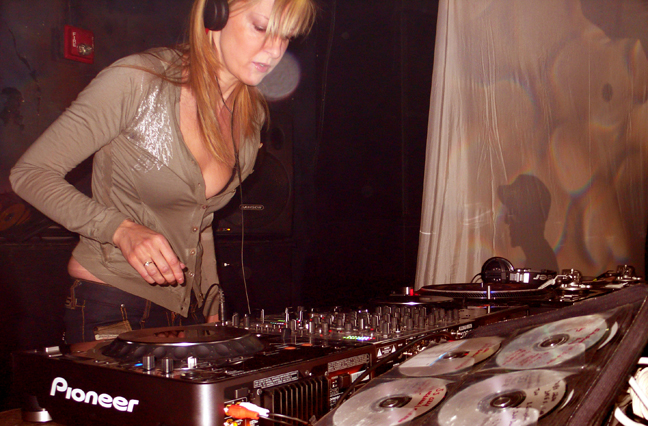
メアリー・アン・ホブス

2001年にロンドンのVelvet Roomsというクラブで開催されていた「Forward (FWD>>)」というクラブイベント（のちに場所をショーディッチのPlastic Peopleに移した）で、2ステップのダブミックスにブレイクビーツやドラムンベースの要素を加えた音楽を選曲することが流行したのがダブステップの始まりである。その音楽は2002年ごろには「ダブステップ」というジャンルとして、2ステップやグライムとはまた違った音楽として知られるようになっていった。
ダブステップの最初期の支持者は、2003年からダブステップを BBC Radio 1 の番組で紹介し続けたDJのジョン・ピールである。彼の番組の2004年の年間ヒットチャートでは、ダブステップ・ミュージシャンのDistance、Digital Mystikz、Plastician の曲が50位以内にチャートインした。
2005年後半から2006年にかけて、ダブステップは細分化し広がりを見せた。「dubstepforum」、「Barefiles」、「gutterbreakz」といったダブステップ専門ウェブサイト、ブログも流行を後押しした。
さらに、ダブステップはThe Wireなどの音楽誌でも大々的に報道されるようになり、ピッチフォーク・メディアなどのオンライン誌では The Month In: Grime/Dubstep という連載が設けられた。
ダブステップへの注目がさらに高まったのは2006年1月にBBCラジオ1のDJのMary Ann Hobbsによるダブステップ専門番組「Dubstep Warz」が始まったことであった。
同年、ベルリンで活動していたDJのOrson SieverdingとFrederic Stader (DJ Maxximus) が「FWD>>」をベルリンにも招致し、Skream、Kode9、Loefahの3公演を成功させた。Orsonはロンドンのグライム、ダブステップシーンの記録に多くの時間を費やしており、当時のドイツの音楽雑誌De:Bugに定期的に寄稿していた。
2010年代になると、Skrillexなどのブロステップ勢の爆発的人気により、エレクトロハウスに変わり、派生ジャンルのトラップとともにEDMフェスの中心的ジャンルとなる。その一方で、メインストリーム化を嫌ったアンダーグラウンド勢によるLeftfield Bassや、トラップとダブステップの中間的なサウンドであるTrapstepなどのサブジャンルも生まれている。

## サブジャンル
- UK dubstep/Deep dubstep/Dark dubstep
- Brostep
- Reggae dubstep
- Liquid dubstep
- Chipstep
- Trapstep
- Orchestral dubstep
- Deathstep

## 主要アーティスト

### Dubstep
- Burial (ブリアル)
- Caspa
- Compa
- Distance
- Hatcha
- Joker
- Kode9
- Kromestar
- Loefah
- Mala
- Plastician
- Rusko
- Scuba
- Skream
- Coki
- Cam Lasky
- Egoless
- Kaiju
- M2U
- Truth
- V.I.V.E.K
- ZHA

### Post-Dubstep
Brostepのアーティストも含む。
- 2562
- James Blake (ジェイムス・ブレイク)
- Knife Party
- Martyn
- Mount Kimbie
- SBTRKT (サブトラクト)
- Sepalcure
- Shackleton
- Skrillex
- Zomby

### 日本人アーティスト
- banvox
- 100MADO
- Blacklolita
- Dubscribe
- ENA
- GOTH-TRAD
- JaQwa
- Dayzero
- Karnage
- HELKTRAM
- CITY1
- AJAPAI
- T2R
- DJ Doppelgenger
- OQTO
- DUBTRO
- Vvotaro
- Killrina
- NUU$HI
- viwiv

## 主要レーベル
- Hyperdub (ハイパーダブ)
- Hotflush
- Tectonic